# Half-Life 2: Episode One
Half-Life 2: Episode One, ранее известная как Half-Life 2: Aftermath — компьютерная игра в жанре шутера от первого лица, продолжение сюжетной линии компьютерной игры Half-Life 2, разработанное компанией Valve Corporation. Игра является первой частью в трилогии эпизодов — продолжение Half-Life 2. В Episode One используется следующая версия движка Source с поддержкой технологии HDR.
Значительную часть Episode One игрок проходит, взаимодействуя с компьютерным персонажем — Аликс Вэнс, что является нестандартным приёмом для серии Half-Life. Эпизод состоит из 5 глав (уровней), рассчитанных на 4-6 часов игры, и рекламного ролика второго эпизода. Сюжет игры продолжает историю Half-Life и Half-Life 2, и начинается с момента, на котором завершилась предыдущая игра: игрок в роли Гордона Фримена вместе с Аликс Вэнс должен успеть сбежать из охваченного хаосом Сити 17, пока Цитадель Альянса, которой Фримен нанёс непоправимый ущерб, не уничтожила вместе с собой весь город.
Версия игры для PC появилась в розничной продаже и системе онлайн-загрузки Steam 1 июня 2006 года. В России и странах СНГ коробочная версия была выпущена 8 июня компанией «Бука». Episode One является самостоятельной игрой, не требует установленного Half-Life 2 и поставляется вместе с двумя сетевыми играми: Half-Life 2: Deathmatch и Half-Life Deathmatch: Source. Игра входит в набор игр от Valve под названием The Orange Box, релиз которого для покупки через Steam и в розницу состоялся 10 октября 2007 года, в Северной Америке и России. Этой же датой, портированный вместе со всеми играми (включая Episode One), The Orange Box вышел для игровой приставки Xbox 360. Версия набора для консоли Sony PlayStation 3 появилась 11 декабря 2007 года в США и Европе.
С ноября 2024 года, игра недоступна в Steam, как отдельная.

## Эпизодичность
Episode One значительно короче своего предшественника Half-Life 2, причём всё действие происходит на территории Сити 17. В то же время он является полностью самостоятельным платным дополнением, не требующим оригинальной игры для установки. Это связано с изменением политики Valve в отношении выпуска новых игр. Вместо выпуска полноценного сиквела, разработка которого заняла бы долгие годы, Valve решила выпускать продолжения в виде небольших эпизодов, по ходу выпуска обновляя стареющий движок Source и добавляя в него новые возможности, чтобы обеспечить конкурентоспособность своих игр.
После того, как мы потратили шесть лет на создание Half-Life 2, мы решили выпустить продолжение в виде серии из трёх эпизодов. Это позволило нам предпринимать более рискованные ходы в геймплее, продвигать технологию быстрее и дать фанатам возможность узнать о произошедшем после взрыва в Цитадели через 18 месяцев, а не заставлять их ждать ещё шесть лет.Гейб Ньюэлл, директор Valve

## Игровой процесс
Episode One фокусируется на взаимодействии игрока с персонажем Аликс Вэнс, вместе с которой ему предстоит пройти всю игру. Чтобы создать более насыщенный геймплей с Аликс, Valve модифицировала её искусственный интеллект, позволив ей реагировать на действия игрока — комментировать, когда тот задерживает внимание на каком-либо предмете или вставших на пути препятствиях, объективно указывать на их с игроком цель в данный момент или подсказывать решение очередной игровой задачи. Игроку и Аликс часто придётся выручать друг друга: например, когда у игрока в тёмном подземном тоннеле кроме гравипушки нет никакого оружия, ему нужно будет оставлять врагов на Аликс, а самому обеспечивать ей хороший прицел, подсвечивая противников фонариком. Кроме того, разработчики улучшили боевые способности Аликс: если враги подходят к ней слишком близко, она сражается врукопашную; в четвёртой игровой главе Аликс заменит свой пистолет дробовиком, который останется у неё до конца игры.
Valve так же уделяет немало внимания развитию гравипушки, увеличивая её круг применения. Так, например, модифицированная гравипушка будет постоянно требоваться на прохождении первых двух уровней игры (в Цитадели) — для устранения препятствий, уничтожения солдат Альянса и различного использования энергетических шаров. Далее, на протяжении игры, гравипушка понадобится игроку, чтобы перекрывать автомобилями подземные норы, из которых бесконечно появляются муравьиные львы. При помощи гравипушки удобно использовать новый игровой элемент — осветительные шашки, которые при поднятии загораются и создают дополнительный источник света, а будучи брошенными во врага, способны воспламенить его.
Half-Life 2: Episode One впоследствии был включён в набор The Orange Box, все игры которого поддерживали специальную систему достижений. Однако после выпуска набора обнаружилось, что в Episode One и Half-Life 2 система достижений не была добавлена.

## Сюжет

Доживающая свои последние часы Цитадель в Half-Life 2: Episode One

Действие начинается с того же момента, на котором закончилась Half-Life 2. Вокруг застывшей во времени Аликс Вэнс появляются множество вортигонтов, которые в последний момент перед взрывом реактора тёмной энергии вместе с одним из персональных телепортов Цитадели успевают телепортировать Аликс прочь. Далее к погружённому в стазис Гордону Фримену вновь заглядывает G-Man, но внезапно замечает вокруг себя множество вортигонтов, которые, используя свою силу, не пускают его к Гордону (на что G-Man яростно поправляет свой галстук и произносит: «Это мы ещё посмотрим…»), в то время как перед самим Гордоном появляются два вортигонта, которые выводят его из стазиса и возвращают в реальность.
Робот Аликс по кличке Пёс вытаскивает Гордона из-под завала у подножья Цитадели. Присутствующую здесь же Аликс через близлежащий узел связи Альянса вызывает её отец, лидер повстанцев Илай Вэнс, который вместе с Айзеком Кляйнером находится далеко за городом. Илай в отчаянии, так как Цитадель должна вот-вот взорваться и накрыть взрывом весь Сити 17, и Аликс с Гордоном не успеют убраться на безопасное расстояние. Но Кляйнер находит выход, очень рискованный, но единственный: Аликс и Гордону нужно вернуться в Цитадель и попытаться стабилизировать её центральное ядро. Это не остановит взрыв, но задержит его на какое-то время. Во время своего путешествия к ядру герои случайно попадают в комнату, где видят, как один из Советников Альянса эвакуируется в специальной шлюпке и одновременно применяет к Гордону и Аликс что-то вроде мысленной психической атаки. Во время путешествия к ядру Гордон, как и в прошлой игре, вновь сталкивается с конфискующим полем Альянса, которое снова заряжает его гравипушку, увеличив мощность и дав ей способность работать с органикой.
Герои находят комнату управления ядром, и здесь Аликс узнаёт, что недавно силы Альянса в Цитадели по неизвестной причине сами прекратили процесс стабилизации и намеренно позволили ядру перейти в критическое состояние. Поскольку в комнате с ядром высокий уровень радиации, а у Аликс нет защитного костюма, Гордону приходится идти в одиночку попытаться стабилизировать реакцию, подключив к ядру три сдерживающих устройства. Когда он возвращается, Аликс рассказывает ему, что узнала причину, почему Альянс хочет уничтожить Цитадель: её взрыв даст достаточное количество энергии, с помощью которой командование Альянса сможет транслировать в свой мир некое чрезвычайно важное сообщение. Кроме того, Аликс находит перехваченное видеопослание от Джудит Моссман, которая вместе с повстанцами находится на арктической базе, где занимается поисками некоего «проекта». Во время записи сообщения на группу нападают войска Альянса, Джудит убегает прочь, и трансляция прерывается. Аликс делает копию этих двух сообщений, чтобы потом передать их отцу. Они с Гордоном спускаются на станцию подземной железнодорожной ветки и садятся на отбывающий поезд Альянса, загруженный капсулами со сталкерами. Однако, поезд, проехав несколько километров, терпит крушение прямо под городом, в туннелях подземных гаражей, и герои решают выбраться из города на другом поезде, вместе с остальными жителями. Но сперва им нужно найти путь на поверхность, пробираясь по заброшенным слабоосвещённым подземным тоннелям и автостоянкам, наполненным всеми видами хедкрабов, зомби и барнаклами. На пути следования героев встают совершенно новые противники — модифицированные хедкрабами солдаты Альянса — зомбайны. Здесь же выясняется, что из-за уничтожения реактора тёмной энергии Цитадели защитное поле всего Сити 17 было отключено, и в город прорвались муравьиные львы.

Игрок в роли Гордона Фримена вместе с Аликс Вэнс в уличной битве в городе Сити 17

Выбравшись на поверхность, Аликс и Гордон обнаруживают полный хаос; бесконечные сражения между войсками Альянса и повстанцами Сопротивления, превратившие Сити 17 в руины, постепенно утихают — обе стороны торопливо эвакуируют свои силы. В это время по городу, посредством хакерского вмешательства в сеть Альянса, транслируется речь Айзека Кляйнера от лица лидеров Сопротивления, призывающего покинуть город как можно скорее. Гордон и Аликс, поучаствовав в нескольких боях, встречают Барни Калхуна, который говорит, что Сопротивление, захватив часть городской железнодорожной сети, готовит поезда, чтобы эвакуировать жителей из Сити 17 до того, как Цитадель взорвётся. Неожиданно укрытие группы Барни, где проходил разговор, замечают комбайновские сканеры-разведчики. Аликс решает вместе с Гордоном отвлечь внимание войск Альянса, тем самым дав возможность повстанцам добраться до железнодорожной станции. Договорившись встретиться там же, Барни вручает Гордону завалявшуюся у него монтировку. Аликс с Гордоном добираются до станции, пройдя по городской больнице, сражаясь с зомби, солдатами Альянса и штурмовиком.
Здесь они снова встречают Барни, который даёт им под начало несколько отставших групп повстанцев, которых нужно отвести к поездам. Это осложняется тем, что командование Альянса отправило несколько отрядов на перехват. Аликс занимает пулемётный пост у конечного пункта, а Гордон, ведя очередную группу, встречает все больше и больше сил Альянса. Но, в конце концов, он с Барни завершает свою миссию. Аликс вновь решает отвлечь преследователей на них с Гордоном, поэтому Барни уезжает на первом поезде с последней группой повстанцев, а Аликс и Гордон отправятся на втором. Но едва Гордон успевает открыть Аликс дорогу ко второму поезду, как на линию врывается страйдер. Гордон, перемещаясь по периметру и, прячась в различных укрытиях от выстрелов страйдера, находит снаряды для ракетомёта и уничтожает треножника. Затем Гордон и Аликс становятся в конец поезда, который отъезжает по запрограммированному Аликс с компьютера маршруту. В этот момент в Цитадели, наконец, происходит взрыв ядра. Из Цитадели начинают вылетать множество эвакуационных шлюпок Советников Альянса, спасающихся от взрыва. Некоторые из них, пролетая мимо поезда, вновь применяют психическую атаку. От Цитадели начинает распространяться взрывная волна разрушительной силы, уничтожая саму Цитадель и город. Игра завершается тем, что взрывная волна накрывает поезд, который к тому моменту уже выехал за пределы города.

### Дополнительно
В игре G-Man теряет контроль над Фрименом. Вероятно, это произошло из-за вмешательства вортигонтов в начальной сцене игры, и, возможно, поэтому он больше не появляется и не наблюдает за игроком, как в Half-Life и Half-Life 2. То же касается и вортигонтов. Однако теперь за игроком наблюдает Советник Альянса, появляясь на мониторах в нескольких точках игры. Советник также возник на мониторе, когда Аликс пыталась забраться в базу данных Цитадели в той комнате, где советники подготавливались к эвакуации. Это означает, что Альянс, наконец, всерьёз обратил на Фримена внимание. В одном из интервью Гейб Ньюэлл так цитирует мысли лидеров Альянса: «Мы думали, что у нас всё под контролем, а этот человек причинил нам столько неприятностей. Надо бы уделить ему больше внимания».

## Движок

Аликс Вэнс. Слева: старая технология освещения из Half-Life 2. Справа: освещение из Half-Life 2: Episode One.

В основе игры Half-Life 2: Episode One лежит усовершенствованный графический движок Source, использованный ранее в оригинальном Half-Life 2. Новые технологии движка, используемые в Episode One:
- Рендеринг с высоким динамическим диапазоном (HDR). Эта технология уже использовалась в играх на движке Source, однако в Episode One HDR впервые применяется для тёмных помещений, освещаемых фонариком. Технология HDR в игре позволяет имитировать естественное световое восприятие глаза, что делает освещение более реалистичным. В основном это заключается в адаптации зрения от темноты к свету. Например, когда игрок выходит из тёмного помещения на свет, его «глаза» не успевают сразу привыкнуть к нему, поэтому поначалу всё окружение кажется игроку очень ярким. То же самое происходит и в обратном случае: при переходе из света в тёмную обстановку игрок первое время почти ничего не видит, а потом постепенно приспосабливается к ночному зрению[18].
- Улучшенный алгоритм освещения. Был применён к освещению героини Аликс. Создаётся акцент на яркие световые пятна, появляющиеся при расположении источников света по касательной, как будто источник находится под низким углом к модели (например, яркий закат). Высокодинамическая обработка освещения позволяет эффектно размывать эти пятна. Кроме того, этот алгоритм применяет к шейдерам модели спекулярное освещение, придающее разным элементам модели Аликс (одежде, коже, глазам) более реалистичный и естественный отблеск[19].
- Улучшенная лицевая анимация. Новая система лицевой анимации позволила создать более совершенную и естественную мимику компьютерных персонажей. Была увеличена детализация участков вокруг глаз и рта; туда же добавлено около 50 % новых мимических движений, а у старых элементов мимики повышена резкость анимации. Прежний алгоритм, отвечающий за сглаживание этих участков, был переписан. Так же была создана новая программа, управляющая амплитудой мимики при синхронизации с речью (липсинк), что позволило корректировать движения губ в соответствии с эмоцией и тоном диалога[19].
- Система комментариев. Продемонстрированная ранее в Half-Life 2: Lost Coast технология позволяет в определённых точках игры прослушивать комментарии разработчиков, касающиеся игрового процесса, сюжета, технической части и дизайна. В Episode One существует 115 таких комментариев.
- Улучшения ИИ. В Episode One значительно улучшенный искусственный интеллект получила персонаж Аликс Вэнс (см. раздел Игровой процесс)[19]. Так же небольшое дополнение к ИИ приняли солдаты Альянса: в отличие от Half-Life 2, в первом эпизоде они будут в определённых случаях атаковать в полуприседе. Первый раз это можно заметить в Главе 4, в битве на большой улице, до того, как Фримен проникает в убежище Сопротивления.

## Детали и разработка
Разработчики Episode One сосредотачивались на боевом напарнике и друге Гордона Фримена — Аликс Вэнс — и на её сопровождении игрока, можно сказать, всю игру. Робин Уокер, лидер проекта, в статье об Episode One в журнале PC Gamer UK замечает: «Забавно, что хотя очень много тем в Half-Life 2 посвящено другим персонажам, большую часть игры вы всё равно проходили в одиночку». При всех улучшениях искусственного интеллекта и интерактивности персонажа, Valve старалась делать образ Аликс не только реалистичным, но и не затрудняющим действия и решения игрока и не досаждающим ему: игрок должен был выступать в роли ведущего и прокладывающего путь, а Аликс — в роли сопроводителя и помощника. В игре есть битвы, в которых игрок сроднён с классическим образом героя и сражается в основном один, а Аликс либо получает роль наблюдателя, либо прикрывает игрока.
Когда игра находилась в начальной стадии разработки, журнал PC Gamer UK, опубликовав первые новости о ней, предположил, что в Episode One игроку достанется роль Аликс Вэнс. Многие люди согласились с этим, видя на коробке с игрой Аликс и ориентируясь на другие коробки игр серии Half-Life, где были изображены непосредственно те персонажи, за которых придётся играть. Но на самом деле игрок по-прежнему остаётся Гордоном Фрименом, так как Valve всегда доверяло создание игр Half-Life с другими персонажами стороннему разработчику (например, дополнения Opposing Force, Blue Shift и Decay были произведены фирмой Gearbox Software, в то время как Valve издавала эти игры).
В ходе создания игра носила название Half-Life 2: Aftermath (англ. aftermath — «последствия»). Спустя некоторое время оно было переименовано в Episode One, чтобы подтвердить новую политику эпизодичности, которую ведёт Valve. Это также объяснилось в феврале и мае 2006 года новостями о новой трилогии эпизодов, замещающих полноценное продолжение. До разработки первого эпизода графический дизайн и сюжет игр Half-Life и Half-Life 2 придумывались исключительно Марком Лэйдлоу, сценаристом из Valve. Сюжеты же эпизодов Half-Life 2 совместно написаны Лэйдлоу, Четом Фэлизеком и Эриком Джонсоном. При этом руководство группой предоставлялось Марку Лэйдлоу.
Дата выхода Half-Life 2: Episode One множество раз переносилась. О первом времени выпуска игры сообщил журнал PC Gamer — на начало лета 2005 года, что позже было обещано и самой Valve. Через некоторое время дата была перенесена на осень того же года, а затем на 26 января 2006 года — в составе набора Half-Life 2: Platinum Edition, выпускаемого фирмой Electronic Arts; выпуск эпизода осенью был замещён выходом параллельно разрабатываемой демонстрационной карты Lost Coast. Однако уже вначале января дата вновь была перенесена — на 24 апреля, к которому был обещан выпуск Episode One не только в составе набора, но и как отдельного продукта. Наконец, последний раз релиз был перенесён на 31 мая, официально игра вышла на следующий день. Игра стала доступной для предварительной загрузки и приобретения через Steam 1 мая 2006 года вместе с Half-Life 2: Deathmatch и Half-Life Deathmatch: Source. Игра также распространяется через традиционные розничные каналы фирмой Electronic Arts, как отдельное издание, так и в составе Half-Life 2: Platinum Collection.
Финальная битва в главе «Обездоленные» после выпуска игры была скорректирована обновлением. Основываясь на статистике игры, собираемой с игроков через Steam, разработчики узнали, что большинство из них испытывало трудности, ожидая лифт и отбиваясь при этом от бесконечных толп зомби. Поэтому, 7 июля 2006 года (приблизительно через месяц после выхода игры) Valve выпустило обновление для Steam, которое добавляло дополнительные аптечки, различные предметы для гравипушки и патроны для дробовика на карту с полем боя. Также разработчики немного уменьшили число зомби, атакующих игрока.

## Саундтрек
Саундтрек для Episode One написал Келли Бэйли, являющийся автором музыки почти всех игр вселенной Half-Life. В саундтрек входит десять оригинальных композиций. В папке с игрой названия файлов этих композиций имеют формат «VLVX_song[номер трека]». Ниже приведены их оригинальные названия:
| №   | Название                         | Оригинальное название | Длительность |
| --- | -------------------------------- | --------------------- | ------------ |
| 1.  | «Disrupted Original»             | VLVX_song1            | 1:18         |
| 2.  | «Combine Advisory»               | VLVX_song2            | 1:54         |
| 3.  | «Guard Down»                     | VLVX_song4            | 1:39         |
| 4.  | «Darkness at Noon»               | VLVX_song8            | 0:56         |
| 5.  | «Self Destruction»               | VLVX_song11           | 1:18         |
| 6.  | «Eine Kleiner Elevatormuzik»     | VLVX_song12           | 2:00         |
| 7.  | «What Kind of Hospital is This?» | VLVX_song18           | 3:04         |
| 8.  | «Infraradiant»                   | VLVX_song19a          | 4:37         |
| 9.  | «Decay Mode»                     | VLVX_song19b          | 3:06         |
| 10. | «Penultimatum»                   | VLVX_song21           | 2:49         |

Помимо новых композиций, в игре используется Трек 18 из Half-Life 1 (но он также присутствует и во второй части) и треки 5, 28, 34 (ремикс на Трек 24 из первой части), 47 и 50 из Half-Life 2.
Название Трека 6, «Eine Kleiner Elevatormuzik», который играет во время битвы у спасительного лифта в Главе 3, образовано сразу несколькими отсылками. Само название — это аллюзия на музыкальную пьесу Моцарта «Eine kleine Nachtmusik» (рус. Маленькая ночная серенада). Вступление этой пьесы используется компанией Muzak Holdings в качестве одной из фоновых мелодий для лифтов (англ. Elevator music). Слово «Kleiner» ссылается на персонажа доктора Кляйнера.
Слово penultimatum, которым Келли Бэйли озаглавил последний трек, было образовано от слов «penultimate» (рус. предконечный) «ultimatum» (рус. конечная цель): этот трек играет во время финальной битвы со страйдером; то есть, ориентируясь на это, его название можно перевести как «предконечная цель».
Саундтрек первого эпизода изначально можно было извлечь лишь из папки с игрой, официально на дисках он не распространялся. Позже, однако, в российское издание набора The Orange Box был включён музыкальный CD, в который вошла вся музыка из Episode One вместе с саундтреком Episode Two. 21 декабря 2007 года Valve выпустила собственный The Orange Box Original Soundtrack, содержащий подборку музыкальных треков из игр The Orange Box. Из Episode One туда вошли треки 1, 2 и 3.
В 2020 году был переиздан, как и саундтрек всех игр Valve, на лейбле Ipecac[нужен лучший источник].

## Оценки и отзывы
| Сводный рейтинг       | Сводный рейтинг |
| Агрегатор             | Оценка          |
| --------------------- | --------------- |
| GameRankings          | 85,82 %         |
| Metacritic            | 87/100          |
| Иноязычные издания    |                 |
| Издание               | Оценка          |
| Eurogamer             | 9/10            |
| GameSpy               | 4,5/5,0         |
| IGN                   | 8,5/10          |
| Русскоязычные издания |                 |
| Издание               | Оценка          |
| Absolute Games        | 77 %            |
| «Игромания»           | 8,5/10          |
| «Страна игр»          | 7,5/10          |

В целом, Episode One получил положительные отзывы, в которых игру похвалили за более проработанный и утончённый геймплей, чем в Half-Life 2. Журнал Eurogamer пишет: «Также, как и оригинальный Half-Life 2, Episode One держит игрока в непрерывном увлечении, с помощью идеально выверенного темпа игры и постоянных сюрпризов и изобретений. Он стал отличным напоминанием о том, чего можно достичь с помощью эпизодического контента, если подходить к нему правильно». Была отмечена и хорошая интерактивность игры, которая особенно проявлялась в персонаже Аликс Вэнс, в её реакциях на различные действия игрока и события в игре. «Прибавьте сюда исключительную живучесть дочери известного учёного, отличную анимацию персонажа (не забудьте посветить в лицо фонариком!), колкие шуточки — и вот перед вами главный кандидат на звание „Лучшая виртуальная актриса второго плана 2006“» (Absolute Games).
Критика обратила внимание и на то, что несмотря на проработанность геймплея и игровых событий, Episode One — слишком короткая игра для своей цены (начальная цена составляла $19.95, после чего была снижена на $10) и, по сравнению с Half-Life 2, вносит мало нового в игровой процесс, а его действие происходит в уровнях хоть и новых, но знакомых по предыдущей игре — Цитадель, Сити 17, подземные гаражи. «В целом, это всё тот же Half-Life 2. Интереснее, лучше, качественнее. Почему тогда такая оценка? Нет новых идей. Half-Life 2 показал новаторский игровой процесс. Дополнение — нет. Игру хуже это не делает. Но и высшую оценку поставить не за что» (Лучшие компьютерные игры). Также игроков расстроило то, что Half-Life 2: Episode One раскрывает мало сюжетных тайн, накопившихся с предыдущих игр; он, впрочем, оставляет за собой и новые загадки.
Уже спустя несколько дней Episode One занял лидирующие позиции в розничных продажах в Европе. В конце 2006 года GameSpy вручил игре награды «Лучшая графика» и «Лучший экшн» и поставил на третье место из десяти лучших игр года. Absolute Games, по результатам народного голосования, так же отметил Episode One как «Лучший экшн года» и поставил его на третье место в номинациях «Визуальный ряд года», «Лучший звук в игре» и «Лучшая игра 2006 года». На Хэллоуин 2006 года сайт AOL Games вручил Half-Life 2: Episode One награду «Золотой Мозг» за персонажа зомбайна, победившего в номинации «Объединение злодеев и зомби для получения награды за лучших зомбированных злодеев».
Летом 2018 года, благодаря уязвимости в защите Steam Web API, стало известно, что точное количество пользователей сервиса Steam, которые играли в игру хотя бы один раз, составляет 3 917 529 человек.

## Фанатская экранизация
13 февраля 2009 года небольшая команда «The Purchase Brothers» из Торонто (Канада) выпустила короткометражный фильм по мотивам Half-Life 2: Episode One — «Побег из Сити 17: Часть первая» (англ. Escape from City 17: Part One). В фильме показаны события после взрыва реактора Цитадели, охваченный паникой Сити 17 и рассказывается история двух повстанцев, стремящихся успеть добраться до спасительного поезда вместе с другими жителями и сражающихся с отрядами комбайнов. Бюджет фильма составил всего 500 долларов, в съёмках использовались самодельные костюмы и Source SDK для создания спецэффектов; тем не менее, выпуск фильма был отмечен самой компанией Valve на сайте Steam.
Вторая часть фильма, продолжительностью в 15 минут, вышла в 2011 году. Примечательно, что на этот раз для создания пейзажей и спецэффектов были также задействованы видеоархивы компании, специализирующейся на сносе строений.
23 августа 2013 была анонсирована третья часть фильма. Судя по всему, действия будут происходить уже за пределами Сити-17.

## ЛокацииHalf-Life 2: Episode Oneв других играх
15 сентября 2010 года была создана пользовательская кампания игры Left 4 Dead 2 под названием City 17 с примечательным слоганом «Дежавю приводит к смерти» (англ. «Dejavu causes death»). Кампания является бесплатной и в неё можно играть на специально выделенных официальных серверах. В City 17 воссозданы главы 3-5 игры Half-Life 2: Episode One, но с косметическими изменениями в стиле Left 4 Dead. Поскольку события кампании происходят во вселенной Left 4 Dead, а не Half-Life, в кампании нет Гордона, Аликс и Барни, а зомби являются не люди, зомбированные хедкрабами, а «зараженные» из вселенной Left 4 Dead.

### Комментарии
1. ↑  На момент релиза принадлежность этих существ ещё не была раскрыта авторами игры.
2. ↑  Названа так разработчиками в аудио-комментариях.